# Municipio de Washington (condado de Putnam)
El municipio de Washington (en inglés: Washington Township) es un municipio ubicado en el condado de Putnam en el estado estadounidense de Indiana. En el año 2010 tenía una población de 2493 habitantes y una densidad poblacional de 18,07 personas por km².

## Geografía
Según la Oficina del Censo de los Estados Unidos, tiene una superficie total de 137.99 km², de la cual 137,19 km² corresponden a tierra firme y (0,59 %) 0,81 km² es agua.

## Demografía
Según el censo de 2010, había 2493 personas residiendo. La densidad de población era de 18,07 hab./km². De los 2493 habitantes, estaba compuesto por el 97,47 % blancos, el 0,48 % eran afroamericanos, el 0,56 % eran amerindios, el 0,2 % eran asiáticos, el 0,28 % eran de otras razas y el 1 % eran de una mezcla de razas. Del total de la población el 0,8 % eran hispanos o latinos de cualquier raza.